# Ликвидамбар формозский
Ликвидамбар формозский, или Ликвидамбар тайваньский (лат. Liquidambar formosana), — вид деревянистых растений рода Ликвидамбар (Liquidambar) семейства Алтингиевые (Altingiaceae).

## Ареал
Китай, Корея, Тайвань, Хайнань, Вьетнам, Лаос. Произрастает в горах на отметках 900—2000 м над уровнем моря в поясе субтропических лесов.

## Ботаническое описание
Листопадное однодомное дерево с раздельнополыми цветками. В природе ствол достигает 40 м высоты и более 100 см в диаметре ствола. Молодые ветви опушенные или голые. Листья сердцевидные или усеченные у основания, 8—15 см шириной, трехлопастные, с широкоовальными, длиннозаостренными, мелкопильчатыми лопастями. Листья голые или опушенные в нижней части жилок, иногда (преимущественно у молодых растений) опушенные на всей нижней поверхности. В отличие от других видов рода, ветви без крыловидных выростов.
Цветки без околоцветника. Тычиночные цветки — в головках, собранных в конечную кисть; пестичные цветки — в одиночных шаровидных головках, сидящих на длинных ножках, выходящих из пазух верхних листьев. Завязь состоит из двух сросшихся плодолистиков с многочисленными семяпочками. Сборные плоды состоят из сросшихся растрескивающихся при созревании коробочек с затвердевшим согнутым столбиком. В каждой коробочке имеется по 1—2 семени, они мелкие, с коротким крылом на верхушке.

## Хозяйственное значение и применение
Из древесины изготовляют специальные ящики для хранения высших сортов чая. В Южном Китае листья используют как пищу для шелковичных червей.
- Ствол
- Листья
- Цвета осенних листьев
- Семена